# جين مارك اوركي
جين مارك اوركي (بالفرنسية: Jean-Marc Oroque)‏ (10 يونيو 1983 في فرنسا - ) هو لاعب كرة قدم فرنسي في مركز الوسط. لعب مع نادي إنتينت ونادي بوفيه ونادي سيت وSO Romorantin ‏ وسينارت موسي ‏ وSainte-Geneviève Sports ‏.

## وصلات خارجية
- جين مارك اوركي على موقع قاعدة بيانات كرة القدم.إي يو (الإنجليزية)
- جين مارك اوركي على موقع Soccerway.com (الإنجليزية)